# Vlag van de Salomonseilanden

Vlag van de Salomonseilanden (ratio 1:2)

De vlag van de Salomonseilanden is op 8 november 1977 aangenomen. De vijf sterren representeren de vijf eilandgroepen, het blauw symboliseert de oceaan en het groen het land. De gele streep staat symbool voor een zonnestraal.

## Geschiedenis
Voordat de Salomonseilanden hun nationale vlag invoerden - in het jaar voor de onafhankelijkheid - gebruikten ze al vier andere vlaggen. Dit waren de Britse Blauw vaandel met een bijbehorend ereteken.

1906-1947
1947-1956
1956-1966
1966-1977

In juli 1975 werd een wedstrijd georganiseerd om een nationale vlag te ontwerpen. Het winnende ontwerp toonde een gele cirkel met een fregatvogel omringd door een ketting in het blauwe veld. Dit ontwerp werd echter niet goed ontvangen door de bevolking en dus werd na verhitte discussies een voorlopige versie van de huidige vlag gemaakt.

## Overige vlaggen
Naast de nationale vlag te land kent dit land ook een eigen handelsvlag en een eigen oorlogsvlag ter zee:

? Handelsvlag
? Dienstvlag ter zee
? Oorlogsvlag ter zee